# Felice Pellegrini
Felice Pellegrini (né en 1774 à Turin et mort le 20 septembre 1832 à Paris) est une voix de basse italienne. 

## Biographie
Il chante dans le chœur de la cathédrale de Turin et étudie avec le maître de chapelle de la cathédrale Bernardo Ottani. En 1795, il fait ses débuts à l'Opéra de Livourne. Il joue sur de nombreuses scènes en Italie. En 1809, à Parme il joue le rôle principal masculin dans la première de Ferdinando Paër Agnese. En 1816, Il crée le rôle du baryton Filippo dans La gazzetta à Naples. En 1819, il fait ses débuts, avec Agnese, sur la scène de l'Opéra Italien de Paris , où il a joué jusqu'en 1826. Il participe à la première de Il viaggio a Reims (Le Voyage à Reims ou l'Hôtel du Lys d'or, en français), de Rossini. Au cours de la saison 1828 - 1829. Il chante à Londres, puis il retourne à Paris. Dans les dernières années de sa vie, il enseigne le chant au Conservatoire de Paris. Il fait parie d'une loge maçonnique Grand Orient de France. Il est l'auteur de plusieurs recueils pour voix avec accompagnement instrumental.